# Battaglia di Williamsburg
La battaglia di Williamsburg, anche nota come battaglia di Fort Magruder, ebbe luogo il 5 maggio 1862, nelle contee York, James City e a Williamsburg, nell'abito della Campagna Peninsulare nel corso della guerra di secessione. Essa fu la prima battaglia combattuta nella Campagna Peninsulare, in cui circa 41 000 uomini dell'Unione e 32 000 Confederati vennero a confronto, combattendo una battaglia interlocutoria che terminò con una ritirata dei Confederati.
A seguito della ritirata dei Confederati da Yorktown, le divisioni dell'Unione comandate dal generale Joseph Hooker incontrarono le retroguardie confederate vicino Williamsburg. Hooker assaltò Fort Magruder, una fortificazione terrestre lungo la via di Williamsburg, ma venne respinto. I Confederati contrattaccarono, guidati da James Longstreet, investendo le forze dell'Unione sul fianco sinistro, prima che le divisioni del generale Philip Kearny arrivassero a stabilizzare le posizioni dei Federali. Le brigate del generale Winfield S. Hancock si mossero allora verso il fianco sinistro dei Confederati, occupando due avamposti abbandonati. I Confederati contrattaccarono ma senza successo, ma il piccolo successo di Hancock non venne sfruttato. L'esercito confederato continuò la sua ritirata nel corso della notte in direzione di Richmond.

## Antefatto
Quando il generale dei Confederati Joseph E. Johnston, ritirò le sue forze, in maniera inattesa, dalla Warwick Line alla battaglia di Yorktown, la notte del 3 maggio, il generale dell'Unione George B. McClellan venne colto di sorpresa e non riuscì ad organizzare subito un inseguimento. Il 4 maggio ordinò al comandante della cavalleria George Stoneman di inseguire la retroguardia di Johnston, inviando circa la metà dell'Armata del Potomac, affidandone il comando in capo a Edwin V. Sumner. Ordinò inoltre al generale William B. Franklin di far entrare le navi da trasporto nel fiume York nel tentativo di risalire il fiume e sbarcare le truppe, in modo da bloccare la ritirata di Johnston. Comunque, occorsero due giorni per imbarcare gli uomini e le armi e la manovra ebbe delle ripercussioni sulla battaglia del 5 maggio; le divisioni di Franklin sbarcarono e combatterono nella battaglia di Eltham's Landing il 7 maggio.
Dal 5 maggio, l'esercito di Johnston fece piccoli avanzamenti nel fango e la cavalleria di Stoneman realizzò alcune scaramucce con quella di J.E.B. Stuart nella retroguardia di Johnston. Per consentire al suo esercito di mettersi al sicuro, Johnston staccò parte delle sue forze che mise a difesa della fortezza terrestre di Fort Magruder, a guardia della Williamsburg Road da Yorktown, costruita in precedenza dal generale John B. Magruder.

## Battaglia
Il generale Joseph Hooker comandante della seconda divisione del III Corpo (ACW), comandò l'avanguardia della fanteria nell'avanzata dell'Unione. Egli assaltò Fort Magruder, le trincee di fucilieri e le più piccole fortificazioni che si erano estese nel sud-ovest, ma venne respinto. Contrattacchi dei Confederati, diretti da James Longstreet, minacciarono di sopraffare la divisione di Hooker che aveva conteso il campo sin dall'inizio della mattina, in attesa dell'arrivo del grosso dell'esercito. Hooker attendeva la seconda divisione del IV Corpo (ACW), comandata dal generale William Farrar Smith, in marcia verso nord sulla strada per Yorktown, che aveva sentito il suono della battaglia e marciava spedita in sostegno di Hooker. Smith era stato comunque fermato da Sumner a quasi due chilometri da Hooker. Egli aveva pensato che i Confederati avrebbero lasciato le loro fortificazioni e lo avrebbero attaccato sulla Strada di Yorktown.
     Confederati
     Unione

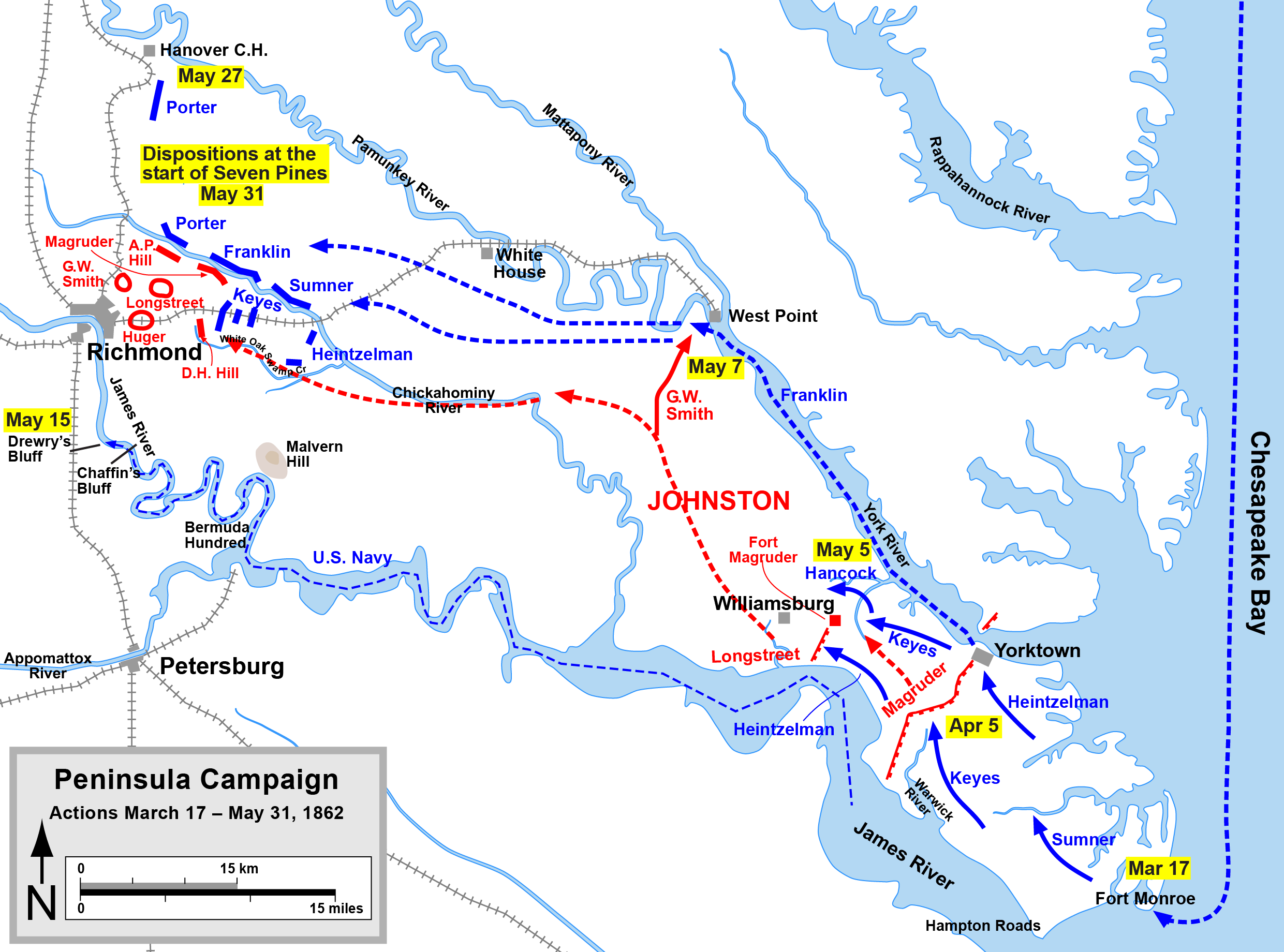
Campagna Peninsulare, mappa degli eventi della battaglia di Seven Pines.
Confederati
Unione

Gli uomini di Longstreet lasciarono le fortificazioni, ma attaccarono Hooker, non Smith o Sumner. La brigata del generale Cadmus M. Wilcox esercitò una forte pressione sulle linee di Hooker. Le bande dei reggimenti che suonavano Yankee Doodle rallentarono la ritirata delle truppe, consentendo il ricongiungimento della terza divisione del III Corpo comandata dal generale Philip Kearny, alle 14,30. Kearny uscì ostentatamente davanti ai suoi uomini e, sguainando la sciabola con il suo unico braccio, li invitò ad andare avanti. I Confederati vennero cacciati dalla strada di Lee's Mill Road e spinti verso il bosco in posizione difensiva.
Mentre Hooker continuava a confrontarsi con le forze confederate di fronte a Fort Magruder, la brigata del generale Winfield S. Hancock e la divisione di Baldy Smith, che avevano marciato a pochi chilometri dai Federali ed attraversato il Cub's Creek nel punto in cui formava il Jones' Mill pond, iniziarono a bombardare il fianco sinistro di Longstreet attorno alle 12. Il generale D.H. Hill, comandante delle forze di riserva di Longstreet,, aveva in precedenza staccato una brigata al comando del generale  Jubal A. Early e l'aveva messa sul campo del College di William e Mary. Udendo il rombo dell'artiglieria dell'Unione, Early ed Hill accorsero in suo appoggio. Dividendo le truppe, Early condusse due dei suoi reggimenti (il 24º e il 38º Fanteria della Virginia) attraverso il bosco senza usare la necessaria attenzione e si vennero a trovare, non sul fianco del nemico ma direttamente davanti ai cannoni di Hancock, che occupava due ridotte abbandonate. Guidò personalmente il 24º Virginia ad un inutile assalto e venne ferito da una pallottola alle spalle.
Hancock aveva ricevuto ripetuti ordini da Sumner di ritirare le sue forze al di la del Cub Creek, ma egli utilizzò l'attacco confederato come una scusa per mantenere la sua posizione. Appena il 24º Virginia iniziò la carica, D.H. Hill sbucò dal bosco alla testa di uno degli altri reggimenti di Early, il 5º North Carolina. Egli ordinò un attacco prima di rendersi conto della difficoltà della situazione; Hancock ed i suoi 3 400 uomini, con 8 pezzi di artiglieria, disponeva di una forza molto maggiore rispetto ai suoi 1 200 uomini senza appoggio di artiglieria. Egli bloccò l'assalto dopo averlo cominciato, ma Hancock ordinò un contrattacco. Il 5º North Carolina subì 302 perdite e il 24º Virginia 508. Le perdite dell'Unione furono soltanto di 100 uomini. Dopo la battaglia, il contrattaccante ricevette gli onori delle truppe con baionette in canna e McClellan gli diede il nomignolo di "Hancock il Superbo".
Alle 14, la brigata del generale John J. Peck e la divisione del generale Darius N. Couch, arrivarono a sostegno ed estesero la destra della linea di Hooker, che era stata cacciata dal terreno di fronte a Fort Magruder, nel bosco a circa 500 o 900 metri dalle fortificazioni confederate. Il morale delle truppe di Hooker, era molto basso per il ritardo della batteria "H" del capitano Charles H. Webber e del 1º Artiglieria Leggera degli Stati Uniti del capitano Walter M. Bramhall. Peck arrivò sul campo, con la sua brigata, in sostituzione di quella di Bramhall, in un momento molto critico per la divisione di Hooker, che era sul punto di ritirarsi.

## Conseguenze
La stampa dei nordisti descrisse la battaglia come una vittoria per l'esercito Federale. McClellan la catalogò come una "vittoria brillante" su forze preponderanti. Comunque, la difesa di Williamsburg fu vista dal Sud come un mezzo per ritardare l'avanzata dei Federali permettendo alla massa dell'esercito confederato di continuare il suo spostamento verso Richmond. I Confederati persero 1 682 uomini mentre l'Unione dovette subire 2 283 perdite.